# Erlanger Burschenschaft Frankonia
Die Erlanger Burschenschaft Frankonia ist eine pflichtschlagende, farbentragende Studentenverbindung in Erlangen. Sie ist Mitglied im Korporationsverband Deutsche Burschenschaft (DB) und der Burschenschaftlichen Gemeinschaft (BG).
Die Burschenschaft vereint Studenten und Alumni der Friedrich-Alexander-Universität Erlangen-Nürnberg. Die Verbindungsmitglieder werden Franken genannt.

## Couleur und Wahlspruch
Das Burschenband ist weiß-schwarz-rot-weiß von unten, mit silberner Perkussion. Als Kopfcouleur wird eine schwarze Tellermütze getragen. Der Männerbund führt den Wahlspruch: Ehre, Freiheit, Vaterland!

## Geschichte

### Gründungszeit
Die Frankonia wurde am 12. Juni 1884 von auswärtigen Burschenschaftern als Burschenschaft gegründet und sofort in den Allgemeinen Deputierten-Convent (ADC), die spätere Deutsche Burschenschaft (DB) aufgenommen. Grund war der Austritt der Burschenschaft der Bubenreuther aus dem ADC, weil sie die Bestimmungsmensur abgeschafft hatte. Damit die Erlanger Burschenschaft Germania weiterhin ein stabiles Paukverhältnis unterhalten konnte, musste mit der Frankonia eine weitere ADC-Burschenschaft gegründet werden. Acht damals in Erlangen studierende auswärtige Burschenschafter fassten mit Unterstützung des ADC den Entschluss, die neue Burschenschaft zu gründen. Hermann Dietz (Germania Berlin, Cimbria Würzburg), Georg Krebs (Arminia München), Erich Liedke (Cimbria Würzburg), Paul Lorenz (Arminia Breslau), Amandus Lorenzen (Arminia München), Julius Pieper (Franconia Freiburg), Elimar Schendell (Germania Berlin) und Friedrich Speyer (Germania Leipzig) bildeten den ersten Stamm an Aktiven. Die beiden Münchener Arminen traten nach kurzer Zeit wieder aus, weil Frankonia sich zur germanistischen Richtung bekannte, Arminia München aber seit 1885 zum arministischen Prinzip. Die angelegten Farben Weiß-Schwarz-Rot-Weiß setzen sich aus den Farben Frankens (Rot-Weiß) und den Farben der Markgrafschaft Brandenburg (Schwarz-Weiß) zusammen. Im ersten Semester traten noch fünf Füchse ein, im darauffolgenden Wintersemester sieben und im Sommersemester 1885 noch einmal zehn Füchse. Als daher beim Wiedereintritt der Bubenruthia in den ADC die Auflösung der Frankonia erörtert wurde, wurde dies aufgrund des Mitgliederzuwachs und des festen Zusammenhalts der Franken verworfen.
1885 wählten die Franken die zwei Jahre zuvor eröffnete Schlossgaststätte im Schloss Marloffstein als Exkneipe aus.
Am 16. März 1895 schlossen sich die Alten Herren in Nürnberg zu einem Philisterverein zusammen.
Zum Ende des Sommersemesters 1908 wurde sie wegen eines Streites mit einem Universitätsassistenten von der Universität aufgelöst. Stattdessen gründeten die Aktiven zusammen mit anderen Burschenschaftern (zwei Berliner Germanen, ein Hallenser Germane und zwei Füchse, die eigentlich bei Frankonia aktiv werden wollten) zum Wintersemester 1908/09 die vom 28. März 1848 bis zum Wintersemester 1856/57 bestehende Burschenschaft Markomannia Erlangen neu, nachdem man erfahren hatte, dass es noch einige Alte Herren dieses Bundes gab. Im Sommersemester 1909 wurde die Auflösung der Frankonia nach erfolgreichen Einspruch aufgehoben, so dass Markomannia am 16. Juli 1909 vertagte und endgültig in der Frankonia aufging. Die vormaligen Markomannen erhielten das Recht, ihr blau-gold-rotes Band neben dem Frankonias zu tragen. Seit 1919 wird das Band der Markomannia alle fünf Jahre als Ehrenband an verdiente Erlanger Franken verliehen.

Die Frankonia als Mitglied der Deutschen Burschenschaft (1915)

Am Ersten Weltkrieg nahmen 142 Mitglieder teil, von denen 21 starben.

### Die Zeit der Weimarer Republik
Am 29. April 1919 schloss Frankonia ein Kartell mit der Burschenschaft Germania Halle ab. Schon seit der Gründung Frankonias hatten gute Beziehungen zur Germania Halle bestanden und im SS 1888 stellte Frankonia ihr einen Stützburschen ab. Das Kartell erhielt den Namen Schwarz-Weiß-Rotes Kartell und laut Satzung die Bestimmung der „Verbreitung des nationalen Gedankens in weitesten Kreisen“.
1927 bezog sie ihr heutiges Verbindungshaus in der Loewenichstraße, nachdem sie ihr 1914 erworbenes Haus in der Goethestraße wieder verkauft hatte.

### Die Zeit des Nationalsozialismus
Im Sommersemester 1935 nahm Frankonia noch einen Teil der Mitglieder der Wehrschaft Franko-Bavaria Erlangen auf. Diese war am 19. Juni 1921 in Nürnberg durch die Landsmannschaft Hansea gegründet worden, um ein Paukverhältnis zu begründen, verlegte aber bald nach Erlangen. Franko-Bavaria Erlangen trug die Farben schwarz-weiß-blutrot mit weißer (Sommersemester) und schwarzer (Wintersemester) Tuchmütze.
Als letzte Erlanger Burschenschaft vertagte sich die Frankonia in Folge des Heß-Erlasses und der Auflösung der DB zu Beginn des Wintersemester 1935/36. In den folgenden Jahren konnte die Frankonia gemeinsam mit der Turnerschaft Palatia, der Landsmannschaft Saxo-Guestphalia und der ATV Teutonia als Kameradschaft Hesselberg im NSD-Studentenbund fortexistieren. Im Zweiten Weltkrieg starben 28 Mitglieder.

### Nachkriegszeit
Frankonia begründete sich 1948 zunächst als Literarischer Club wieder und nahm ein Jahr später den Aktivenbetrieb als Burschenschaft wieder auf. Am 15. Juni 1950 beteiligte sich Frankonia an der Rekonstitution der DB. Im Geschäftsjahr 1962/63 übernahm Frankonia den Vorsitz der Deutschen Burschenschaft.

### Seit 1990
1993 stifteten Mitglieder der Frankonia und der Hamburger Germania in Halle die Burschenschaft Franco-Germania, die nach beiden Bünden benannt wurde. Diese fusionierte 1999 mit der Alten Leobener Burschenschaft Germania zu Clausthal zur heutigen Halle-Leobener Burschenschaft Germania. Zu dieser Burschenschaft unterhält die Frankonia ein Freundschaftsverhältnis.

## Auswärtige Beziehungen
Innerhalb des Korporationsverbandes Deutsche Burschenschaft (DB) ist sie Mitglied im Schwarz-Weiß-Roten Kartell, dem außer ihr noch die Burschenschaften Germania Halle zu Mainz und Germania Hamburg angehören, sowie der Burschenschaftlichen Gemeinschaft.

## Politische Einordnung

### 2000–2010
Die Burschenschaft Frankonia wurde bereits 2001 vom bayerischen Verfassungsschutz beobachtet.

### 2014 – Zwischentag
Anfang Juli 2014 fand die rechte Messe „Zwischentag“ in den Räumen der Frankonia statt. Dabei handelte es sich um ein Netzwerktreffen unterschiedlicher Gruppen, Verlage und Zeitschriften der „Neuen Rechten“, an dem auch der Rechtsextremist Karl-Heinz Hoffmann, der Gründer der 1980 verbotenen Wehrsportgruppe Hoffmann, teilnahm.
Das Vorhaben, die Messe auch 2016 wieder im Verbindungshaus zu beherbergen, wurde nach der Medienberichterstattung abgesagt.

### 2015–2018
Seit dem 3. September 2015 ist die Frankonia Beobachtungsobjekt des Bayerischen Verfassungsschutzes. Überdies wurde für dasselbe Jahr die Aktivitas der Erlanger Burschenschaft Frankonia aufgrund der Nähe zu rechtsextremistischen Gruppen verorteten Aktivitäten im bayerischen Verfassungsschutzbericht aufgeführt. Laut Verfassungsschutzbericht sind Veranstaltungen bei der Frankonia wiederholt von Rechtsextremisten beworben und besucht worden. Der Oberbürgermeister der Stadt Erlangen, Florian Janik, empfand die Beobachtung als „begründet“. Im bayerischen Verfassungsschutzbericht der Folgejahre wurde die Burschenschaft nicht mehr erwähnt. Die Burschenschaft wurde für 2016 und für 2018 im Verfassungsschutzbericht des Hamburger Landesamts für Verfassungsschutz erwähnt. In der Aussprache zum bayerischen Verfassungsschutzbericht 2017 im Innenausschuss am betonte Burkhard Körner, Präsident des Bayerischen Landesamts für Verfassungsschutz, dass die Frankonia weiterhin beobachtet werde; allerdings habe es im letzten Jahr keine berichtswürdigen Ereignisse gegeben. 2018 wurde die Klage der Burschenschafter gegen die Erwähnung Im Verfassungsschutzbericht 2015 abgewiesen.
2015 verschickten Mitglieder der Frankonia eine Couleurkarte der Verbindung, versehen mit Schmähparolen, an die Eisenacher Oberbürgermeisterin Katja Wolf.

### 2019–2020
Als gezielte Provokation organisierte die Burschenschaft 2019 am Volkstrauertag eine Kranzniederlegung im universitären Schlossgarten. Der Bundesverfassungsschutz bezeichnete in seinem geleakten Gutachten zur AfD vom 15. Januar 2019 die Frankonia Erlangen als „rechtsextremistisch eingeordnete Burschenschaft“.
Im Juni 2020 gab es eine Hausdurchsuchung wegen des Vorwurfs „mit verbotenen Gegenständen aus der Zeit des Dritten Reichs gehandelt zu haben“ durch die Kriminalpolizei. Im Dezember 2020 wurde bekannt, dass ein „wegen der Verwendung von Kennzeichen verfassungswidriger Organisationen und Verstößen gegen das Waffenrecht“ verurteilter Student – zumindest zeitweise – bei der Burschenschaft wohnte.

### 2023 – PPS mit Teutonia
2023 fand auf dem Hause der Frankonia eine Pro-Patria-Suite mit der Prager Burschenschaft Teutonia zu Würzburg statt, bei welcher auch der umstrittene AfD-Landtagsabgeordnete Daniel Halemba aktiv ist. Dieser war auch anwesend.

## Bekannte Mitglieder
- Christian Baeumler (1836–1933), Markomannia, Arzt, Professor und Direktor der Medizinischen Klinik in Freiburg im Breisgau
- Hans-Georg Ballarin (1906–1986), Jurist und Hochschullehrer
- Werner Bötticher (1900–1984), Chemiker und Mykologe
- Hans-Herbert Dengler (1905–1982), Verwaltungsjurist
- Georg Fleischmann (1906–1970), Jurist, Kriminalpolizist, SD-Führer
- Ludwig Franz Gengler (1902–1946), nationalsozialistischer Publizist und Politiker
- Georg Hagen (1889–1962), Jurist und Postbeamter
- Wilhelm Hartnack (1893–1963), Geograph, Hochschullehrer und Heimatforscher
- Otto Hohls (1862–1899), südafrikanischer Generalarzt
- Georg Kilian (1903–1973), Naturwissenschaftler und Manager
- Hans Liermann (1893–1976), Staats- und Kirchenrechtler
- Erwin Meyer (1888–1970), Vizepräsident des Bundesrechnungshofs
- Max Pohlenz (1872–1962), klassischer Philologe, Professor für Klassische Philologie an der Universität Göttingen
- Kurt Heinold (1930–2023), Gründungsmitglied des bayrischen Volleyballverbandes, Oberstudienrat, Oberster Wegewart des „Oberpfälzer Wald Verein“